# Hubli Airport
Hubli Airport är en flygplats i Indien.   Den ligger i distriktet Dharwad och delstaten Karnataka, i den sydvästra delen av landet, 1 500 km söder om huvudstaden New Delhi. Hubli Airport ligger 664 meter över havet.
Terrängen runt Hubli Airport är platt. Runt Hubli Airport är det ganska tätbefolkat, med 207 invånare per kvadratkilometer. Närmaste större samhälle är Hubli, 5,5 km öster om Hubli Airport. Runt Hubli Airport är det i huvudsak tätbebyggt.